# 파이넥스 공법
파이넥스 공법(FINEX, 직접제강법)은 포스코와 지멘스 VAI가 개발한 공법이다. 기존 용광로 공법과 달리 가루형태의 철광석과 일반 유연탄을 사용해 쇳물을 양산하는 기술로 원료 전처리 공정이 생략된다는 특징이 있다.
포스코는 2007년 5월 말에 연간 생산량 150만 톤 규모의 파이넥스 상용화 설비를 가동하기 시작하였다.

## 같이 보기
- 제철